# Rêve éveillé libre
Pour l’article homonyme, voir Rêve éveillé (album).
Le rêve éveillé libre est une méthode psychothérapeutique initiée par Georges Romey en 1979 qui utilise la dynamique de l’imaginaire, c’est-à-dire la capacité naturelle de la psyché humaine à créer et à déployer un imaginaire propre, sans intervention extérieure. La dynamique de l’imaginaire consiste à laisser émerger, dans une production mentale spontanée, un espace onirique dans lequel le sujet peut se mouvoir et explorer des sensations, des images et/ou des ressentis qu’il est invité à décrire à haute voix.
La méthode du rêve éveillé libre s’inscrit dans la continuité des travaux de Robert Desoille sur le rêve éveillé dirigé. Encadrée par l’ADREL (Association pour le Développement du Rêve Éveillé Libre), elle-même reconnue par la Fédération Française de Psychothérapie et Psychanalyse (FF2P) et par l’EAP (Association européenne de psychothérapie), la méthode du rêve éveillé libre est régie et applique le code déontologique de ces dernières.

## Histoire
La méthode du rêve éveillé libre s’inscrit dans la tradition psychanalytique jungienne (notamment avec le concept d’imagination active de C. Gustav Jung) et freudienne. Freud et Carl Gustav Jung considèrent le rêve comme l’expression de l’inconscient,.La pensée de Georges Romey prolonge celle de Robert Desoille et de Gaston Bachelard pour qui

« trop souvent, l’imagination a été considérée comme une puissance secondaire, l’occasion de dérèglement, un moyen d’évasion. On n’en fait pas assez nettement ce qu’elle est; la fonction dynamique et majeure du psychisme humain. »

Initialement nommée « rêve éveillé non-directif » en 1979, la méthode du rêve éveillé libre est un aménagement de la méthode du rêve éveillé dirigée, inventée par Robert Desoille.
Le Rêve Éveillé Libre a pour principe fondamental de ne pas intervenir, diriger ou induire le scénario onirique qui se constitue librement dans l’esprit de la personne qui le produit. Georges Romey théorise la méthode du rêve éveillé libre, la présente dans une douzaine d’ouvrages et en explique l’évolution : « La nouvelle orientation de mon activité répondait à deux vocations, celle de me placer dans la relation d’aide psychologique et celle d’entreprendre un jour une recherche systématique sur le sens des images observées en situation clinique. Or, je savais par des travaux antérieurs, que toute proposition d’image, toute intervention au début ou pendant le rêve, déclenchent une chaîne d’associations qui relèvent de la structure neuronale et ne sont pas expressives de la problématique du patient. Autrement dit, ce qu’on obtient est en partie ce qu’on a provoqué. Je souhaitais constituer, à partir des rêves de mes patients, une base de données exempte de toute suggestion volontaire. On l’aura compris, il me fallait pour cela pratiquer une méthode excluant toute forme de directivité. » Il collecte et élabore une base de données regroupant l’expression spontanée de « 12 000 rêves d’une durée moyenne de 35 à 40 minutes. Pour se représenter l’ampleur du matériau recueilli, il suffit de penser qu’il correspond à la production verbale d’une personne qui parlerait sans interruption, tous les jours, pendant dix heure, vingt-quatre mois durant. » En s’appuyant sur ces données, un travail statistique est opéré sur l'émergence des symboles exprimés en situation de rêve éveillé libre. À partir de cette étude, Georges Romey établit certaines constantes statistiques entre l'expression de valeurs psychologiques et la dynamique de l'imaginaire. « La rédaction de chacun des articles repose sur une validation statistique confortable: le nombre de rêves sur lesquels s’appuient les recherches peuvent varier d’un article à l’autre, mais la majeure partie de celles-là ont été traitées sur la base de 6000 séances. »

## Description

### Méthode du rêve éveillé libre
La méthode du rêve éveillé libre utilise des techniques de relaxation visant à mettre le sujet dans une situation de relaxation légère, proche de l’endormissement. Dans cet état, le cerveau émet des ondes alpha, qui correspondent à un « éveil calme». Cette fréquence cérébrale permet à l’influx nerveux de cheminer dans des zones du cerveau qui ne lui sont pas accessibles à l’état d’éveil. La circulation de l’influx nerveux modifie les dispositions neuronales et favorise les prises de conscience ou la levée de blocages. Georges Romey explique que : « La vertu première de la méthode [du rêve éveillé libre] est de promouvoir une dynamique psychologique. Son application réactive le processus d’évolution psychique qui s’était figé sous la pression d’excessives protections du Moi conscient. La situation de relaxation détermine un ralentissement du métabolisme. L’état de conscience modifié qui en résulte ne ressemble ni à la conscience ordinaire ni au sommeil. Il favorise l’émergence d’images exprimant la problématique du patient, véhicule les échanges entre l’inconscient et le champ de conscience, renvoie aux vécus pathogènes de l’enfance et permet une complète mémorisation du « rêve », » En d’autres termes, Psychologie magazine explique que « notre imagination construit des scénarios symboliques qui pointent nos blocages et nous aident à les résoudre. Sans dormir ». La méthode du rêve éveillé libre a pour objectif de « résoudre les blocages psychologiques et déclencher un processus de transformation psychique grâce aux symboles des rêves ». Elle permet de mettre en images les questionnements profonds qui résident dans l’inconscient de chacun.
Le Télégramme indique que le rêve éveillé libre se manifeste par le fait d’« éprouver des émotions, voir des images, les dire les yeux fermés ». Ces 3 piliers caractéristiques d’un rêve éveillé, libre ou dirigé; que sont le fait de vivre, voir et verbaliser (3V) prennent leur source dans les travaux de Robert Desoille, décrits, réunis et étayés par Nicole Fabre. Dans son approche, Georges Romey cite également les travaux de Carl Ransom Rogers pour qui « la voie de la guérison est celle qui allie les trois conditions de l’expérience, de la conscience et de la communication ».

## Déroulement d’une séance[21]

### Le temps de l’accueil
Le moment de l’accueil est un temps dédié à évoquer les évènements ou les rêves nocturnes récents. À l’issue de cet entretien, la personne est invitée à s’allonger et à s’installer confortablement.

### Le temps du rêve
La position allongée abaisse naturellement le métabolisme. En fermant les yeux, et en se concentrant sur la respiration, l'attention est portée sur les mouvements de la cage thoracique au moment de l’inspiration et de l’expiration. En se focalisant sur les sensations, le flot continue des pensées qui assaillent l’esprit se relâche. Plongé dans un état de relaxation léger, proche de la méditation, dans un état modifié de conscience, le sujet est encouragé à laisser émerger des images,des souvenirs, des émotions, des sensations. Il décrit à voix haute le scénario qui se constitue spontanément dans son imaginaire et le développe jusqu’à son terme, dont il est le seul à décider. Le déroulement du rêve est pris en note. Un rêve éveillé libre peut durer entre 20min et 3h.

### Le temps de la compréhension
À l'aide de la retranscription écrite, les images, les symboles constituant le scénario imaginaire qui s'est présenté spontanément, sont observés. Le ressenti vis-à-vis du rêve qui vient d'être produit est questionné. Un lien entre l'expression du langage symbolique de l'inconscient qui s'est manifesté et les valeurs psychologiques associées est proposé.
La lecture d’un rêve éveillé libre fait appel à la connaissance de la psychologie analytique, à l’analyse et à la grammaire des symboles, à l’identification des images personnelles et à celles des archétypes qui se présentent dans l'expression d'un récit imaginaire spontané.

## Formation
La formation à la pratique du rêve éveillé libre est dispensée depuis 2008 par l’École du Rêve Eveillé Libre (EREL), affiliée à l’ADREL. La transmission et l’encadrement de la pratique de la méthode du rêve éveillé libre sont assurés par l’EREL. L’école du Rêve Eveillé Libre délivre le diplôme du CAPREL, Certificat d’Aptitude à la Pratique du Rêve Eveillé Libre. En 2021, cette formation est certifiée par Qualiopi.

### Œuvres de Georges Romey sur le rêve éveillé libre
- Georges Romey, Le test de l'arche de Noé, Robert Laffont, 1977, 355 p. (ISBN 2-221-03669-7)
- Georges Romey, Rêver pour renaître, Robert Laffont, 1982, 217 p. (ISBN 2-221-09950-8)
- Georges Romey, Les pharaons survivent en nous, Robert Laffont, 1986 (ISBN 2-221-09941-9)
- Georges Romey, Le rêve éveillé libre : une nouvelle voix thérapeutique, Paris, Albin Michel, 2001, 246 p. (ISBN 2-226-12136-6)
- Georges Romey, Le guide des rêves, Paris, Albin Michel, 2003, 375 p. (ISBN 2-226-13724-6)
- Georges Romey, Dictionnaire de la symbolique des rêves, Paris, Albin Michel, 2005, 692 p. (ISBN 2-226-15914-2)
- Georges Romey, Les rêves et leurs symboles, Paris, EPA, 2005, 191 p. (ISBN 2-85120-618-4)
- Georges Romey, Encyclopédie de la symbolique des rêves : le vocabulaire fondamental des rêves, Aubagne, Quintessence, 2005, 1468 p. (ISBN 2-913281-48-6)
- Georges Romey, L'IVG à cœurs ouverts : guérir la plus intime des blessures par le rêve éveillé libre, Aubagne, Quintessence, 2006, 222 p. (ISBN 2-913281-59-1)
- Georges Romey, Un escalier vers le ciel : la dynamique de l'imaginaire, voie d'éveil de la conscience, 2009, 216 p. (ISBN 2844545955)
- Georges Romey, Donner ou refuser la vie, Quintessence, 2010 (ISBN 2358050296)
- Georges Romey, Une agression contre le corps, un crime contre l'esprit : se libérer des traumas sexuels par la thérapie du rêve éveillé libre, Quintessence, 2011, 189 p. (ISBN 2358050423)

### Traduction agrémentée des travaux de Georges Romey
(en) Depeyrot Michel Y, Healing Processes driven by our Unconscious in "Free Wakeful Dreaming : A translation of Georges Romey’s work enriched by a practitioner", Bascom Hill Pub Group Ltd, 2010 (ISBN 1935456156)

### Textes fondateurs sur le rêve éveillé
- Nicole Fabre, Deux imaginaires pour une cure. Le rêve-éveillé en séance. : L’analyse et la quête du sens, Paris, Bayard, 1992, 105 p. (ISBN 978-2-227-06724-0)
- Nicole Fabre et Gilbert Maurey, Le rêve éveillé analytique, Privat, 1985 (ISBN 978-2-7089-7425-8)
- Nicole Fabre, Le travail de l'imaginaire en psychothérapie de l’enfant, Paris, Dunod, 1998, 206 p. (ISBN 2-1000-4020-0)
- J.Launay, J.Lévine, G.Maurey, Le rêve éveillé dirigé et l’inconscient, Dessart et Mardaga, 1975, 456 p. (ISBN 978-2-8047-2323-1)
- Roger Dufour, Ecouter le rêve, Robert Laffont, 1978, 349 p. (ISBN 2-221-000-854)
- Robert Desoille, Exploration de l’affectivité subconsciente par la Méthode du rêve-éveillé, J.L.L. D’Artrey, 1938
- Robert Desoille, Le rêve-éveillé en psychothérapie, Paris, PUF, 1945
- Robert Desoille, Théorie et pratique du rêve-éveillé-dirigé, Édition Mont-Blanc, 1961, 214 p. (ISBN 2228216305)
- Robert Desoille, Entretiens sur le rêve éveillé dirigé en psychothérapie, Payot, 1973, 349 p. (ISBN 2228216305)
- Robert Desoille, Marie-Clothilde : une psychothérapie par le rêve-évéillé dirigé, Payot, 1971, 349 p. (ISBN 2228880329)
- Robert Desoille, Le rêve éveillé dirigé : Ces étranges chemins de l’imaginaire. Textes réunis par Nicole Fabre, Toulouse, Erès, 2000, 170 p. (ISBN 9782865868667)

### Bibliographique concernant la psychologie et les sciences sociales
- Sigmund Freud, Introduction à la psychanalyse, Payot, 1922 (ISBN 2228894052)
- Anna Freud, Le Moi et les mécanismes de défense (Das Ich und die Abwehrmechanismen)1936, Puf, 2001 (ISBN 2130518346)
- Carl Gustav Jung, Psychologie et alchimie, Buchet-Chastel, 1944 (ISBN 978-2-283-02738-7)
- Carl Gustav Jung, Les racines de la conscience, Buchet-Chastel, 1954 (EAN 9782253062509)
- Carl Gustav Jung, Psychologie de l'inconscient, Georg, 1916 (ISBN 2825701319)
- Carl Gustav Jung, Les types psychologiques, Georg, 1921 (ISBN 978-2-8257-1233-7)
- Carl Gustav Jung, Dialectique du Moi et de l'inconscient, Folio essais, 1986, 288 p. (ISBN 2070323722)
- Ronald David Laing, Le Moi divisé, Broché, 1975, 184 p. (ISBN 2234002710)
- Jean E. Charon, L'esprit, cet inconnu, Broché, 1977, 256 p. (ISBN 2226005102)
- Arthur Janov, Le cri primal, Flammarion, 1978, 504 p. (ISBN 9782080606976)
- Arthur Janov, Empreinte, Robert Laffont, 1983, 361 p. (ISBN 2221010051)
- Georg Groddeck, Le livre du ça, Gallimard, 1976, 326 p. (ISBN 2070293890)
- Carl Ransom Rogers, Le développement de la personne (On Becoming a Person)., Dunod, 1961, 270 p. (ISBN 2100492381)
- Pierre Teilhard de Chardin, Le phénomène humain., Le Seuil, 1970, 320 p. (ISBN 2020005816)

### Bibliographiques concernant le symbolisme
- Gaston Bachelard, L’Air et les Songes, José Corti, 1965, 268 p. (ISBN 978-2-7143-0194-9)
- Gaston Bachelard, L’Eau et les Rêves, José Corti, 1965, 268 p. (ISBN 978-2-7143-0334-9)
- Gaston Bachelard, Psychanalyse du feu, Gallimard, 1985, 180 p. (ISBN 2070323250)
- Gaston Bachelard, La Terre et les rêveries du repos, José Corti, 1971, 384 p. (ISBN 978-2-7143-0876-4)
- Gaston Bachelard, La Terre et les rêveries de la volonté, José Corti, 1965, 384 p. (ISBN 978-2-7143-0823-8)
- Paul Diel, Le Symbolisme dans la mythologie grecque, Albin Michel, 1986, 456 p. (ISBN 2226025448)
- Michel Cazenave, Sciences et symboles, Payot, 1956, 256 p. (ISBN 2228896063)
- Sigmund Freud, Un souvenir d’enfance de Léonard de Vinci, Gallimard, 1910, 256 p. (ISBN 2070384365)
- Carl Gustav Jung, Métamorphose de l’âme et ses symboles, Buchet-Chastel (ISBN 2253904384)
- Loeffler et Delachaux, Le Cercle, un symbole, Mont-Blanc, 1947 (ISBN 2915369100)
- Jean Piaget, La Formation du symbole chez l’enfant, MDelachaux et Niestlé, 1989, 308 p. (ISBN 2242000691)
- Frédéric Portal, Des couleurs symboliques, Ed de la Maisnie, 1978, 312 p. (ISBN 978-2-85707-384-0)
- Chevalier Jean et Gheerbrant Alain, Dictionnaire des symboles : Mythes, rêves, coutumes, gestes, formes, figures, couleurs, nombres, Paris, Robert Laffont, 1982, 1092 p. (ISBN 222108716X)